# Шершнёва, Вера Дмитриевна
Вера Дмитриевна Шершнёва (1906—1978) — советская актриса кино.

## Биография
Родилась 17 сентября 1906 года в Одессе. Отец работал сначала шахтёром в Донбассе, затем рабочим на химзаводе. Мать — домашняя хозяйка.
В 1923 году, в связи с болезнью отца, вся семья переехала в село Новокрасное, где Шершнёва стала работать резчицей черепицы на кирпичном заводе. Здесь она вступила в комсомол и вскоре стала организатором сельского женского отряда. Позже работала в виноградном совхоза имени Коцюбинского и одновременно занималась в художественной самодеятельности.
В 1926 году она вернулась в Одессу и поступила на актёрский факультет Одесского кинотехникума, совмещая учёбу с работой на заводе Молочарсоюза. Окончила техникум в 1931 году.
В 1931 году Вера Дмитриевна стала штатной актрисой Одесской киностудии и начала сниматься в кино, дебютировав в фильме «Право отцов». В 1932 году она была приглашена на Киевскую киностудию для съёмок в фильме «Эшелон №…» режиссёра Леонида Лукова, по окончании которых вышла за него замуж и в дальнейшем снималась во многих его картинах 1930—1940-х годов.
В 1941 году Шершнёва была эвакуирована в Ташкент, а в 1943 году приказом министра кинематографии была переведёна в штат киностудии «Союздетфильм». В связи с болезнью сестры, выехала в Киев, и работала там до 1945 года. По возвращении в Москву снялась во 2-й серии «Большой жизни» и затем долгое время не снималась.
В 1961 году Вера Шершнёва была принята в актёрский штат Киностудии имени Горького, где состояла до конца жизни.
Умерла 18 ноября 1978 года в Москве. Похоронена на Новодевичьем кладбище рядом с мужем Леонидом Луковым (участок № 8, ряд 28).

## Фильмография
- 1931 — Право отцов — молодая мать
- 1931 — Штурмовые ночи — строительница
- 1932 — Рождение героини — Гаркуша
- 1933 — Эшелон №… — Тася
- 1935 — Молодость — Лена
- 1935 — Прометей — роль
- 1936 — Я люблю — Настя
- 1939 — Большая жизнь (1-я серия) — Соня Осипова
- 1942 — Александр Пархоменко — Лиза
- 1943 — Два бойца — Тася
- 1946 — Большая жизнь (2-я серия) — Соня Осипова
- 1961 — Две жизни — хозяйка швейной мастерской

## Озвучание
- 1960 — Белая пряжка — Яндова, мать Иржи и Павла (роль исполняет Павла Маршалкова)